# Генічеськ (метеорит)
Генічеськ — метеорит-хондрит вагою 532 грамів. Знайдений 10—15 серпня 1927 року на хлібному полі за 3—4 км на захід від міста Генічеськ мешканцем міста, учителем-пенсіонером С. Ф. Нікуліним. Пересланий ним до Комітету з метеоритів АН СРСР 19 лютого 1976 року.

У своєму листі С. Ф. Нікулін писав:
Я читаю в газетах, що Вам посилають камені, про які думають, що вони метеорити. У мене є такий камінь. У 1927 році я їхав рано-вранці на збирання хліба. Не доїжджаючи до свого поля, побачив, що впала вогняна куля. За кілька днів на полі я знайшов камінь, як шматочок заліза, коричневого кольору, неправильної форми. Я його бережу з того часу.
Метеорит лежав у пилу на поверхні ґрунту, чистого від стерні. Ані лунок, ані ямок не було; ґрунт на полі м'який. Поверхня метеорита сильно окислена та частково покрита такою саме окисленою корою плавлення. За зовнішньою формою видно, що це індивідуальний екземпляр з поверхнями першого та другого роду, за класифікацією Е. Л. Крінова. Очевидно, метеорит є частиною більшого тіла, роздробленого в атмосфері, але на сусідніх полях інших частин цього метеорита не знаходили. Хоча метеорит сильно окислений, і поверхня зазнала тривалої ерозії, на ній, проте, чітко розрізняються кора плавлення, межі дроблення та внутрішня поверхня, також оплавлена, але в меншій мірі. Метеорит має темно-буро-іржаво-коричневий колір. Нечітко розрізняються 2—3 невеликі регмагліпти.